# Australia ai XIII Giochi olimpici invernali
L'Australia partecipò ai XIII Giochi olimpici invernali, svoltisi a Lake Placid, Stati Uniti, dal 14 al 23 febbraio 1980, con una delegazione di 9 atleti impegnati in quattro discipline.